# خطوط ترانس آسيا
خطوط ترانس آسيا سابقًا خطوط فوشينغ (بالصينية: 復興航空)(بالبينيين: Fùxīng Hángkōng) كانت شركة طيران سابقة يقع مقرها في منطقة داتونغ، تايبيه، تايوان. على الرغم من أن الشركة بدأت عملياتها بالتركيز بشكل أساسي على السوق المحلية التايوانية، إلا أنها عملت على العديد من الطرق الدولية المجدولة وركزت بشكل أساسي على الجنوب الشرقي والشمال الشرقي لآسيا.
علقت خطوط ترانس آسيا عملياتها إلى أجل غير مسمى في 22 نوفمبر 2016. قو كانت أوقفت شركتها الفرعية منخفضة التكلفة في إير في أكتوبر 2016.

## التاريخ
تشكلت في عام 1951 ترانس كأول شركة طيران خاصة المدني في تايوان، وحلقت في تايبيه - هوالين - تايتونج - كاوهسيونغ الطريق. وكانت أيضا وكيل محلي من شركات الطيران الأجنبية، وقدمت المطار خدمات المناولة الأرضية لشركات الطيران الأجنبية.
توقف الخدمات الجوية في عام 1958 عندما قررت إدارة شركة الطيران لتركيز اهتمامها على الشركات وكالتهم. أنشأت لها وجبة شركة طيران خدمات الطعام في نفس العام.
بدأت الخدمات الدولية الأولى في عام 1995 إلى ماكاو وسورابايا. في أوائل عام 2012، أفادت التقارير أن شركة الطيران تنظر في طلبية شراء طائرة إيرباص إيه 380 طائرات لتسهيل التوسع في الولايات المتحدة.
أدرجت الشركة في 1 نوفمبر 2011 في بورصة تايوان. انتقل المقر الرئيسي في مايو 2013 من منطقة داتونغ، تايبيه إلى منطقة نيهو، تايبيه.
في يناير 2014، أعلنت شركة الطيران عن خطط لإطلاق شركة طيران منخفضة التكلفة تسمى في إير. وبدأت عملياتها في ديسمبر من ذلك العام. أغلقت شركة في إير في 1 أكتوبر 2016 واندمجت مع ترانس آسيا.
أوقفت شركة الطيران جميع العمليات في 21 نوفمبر 2016، بسبب أزمة مالية ناجمة عن تحطم الرحلة 222 والرحلة 235. وعلق تداول أسهمها في نفس الوقت. في اليوم التالي، أعلنت شركة الطيران تعليق العمليات إلى أجل غير مسمى. اعتبارًا من عام 2017، أعيد فتح بعض الطرق التي تديرها خطوط ترانس أسيا الجوية بواسطة إيفا للطيران.
صوت مساهمو الشركة على تصفيتها في 11 يناير 2017. أعلنت الشركة إفلاسها في 29 يونيو 2018 وألغي ترخيصها نهائيًا في 1 يوليو.

## العمليات
وإلى جانب عمليات الطيران، كانت الشركة تعمل كوكيل محلي في تايوان لبعض شركات الطيران الأجنبية، مثل الخطوط الجوية التايلاندية الدولية وخطوط جيت ستار الجوية وخطوط زيامن الجوية وخطوط سيتشوان الجوية وسيبو باسيفيك.

## الوجهات
اعتبارًا من نوفمبر 2016، عندما أوقفت خطوط ترانس آسيا عملياتها كانت الخطوط الجوية تخم الوجهات التالية:
| الدولة         | المدينة     | المطار                          | ملاحظات        | مراجع  |
| -------------- | ----------- | ------------------------------- | -------------- | ------ |
| الصين          | تشانغشا     | مطار تشانغشا هوانغوا الدولي     |                |        |
| الصين          | تشونغتشينغ  | مطار تشونغتشينغ جيانغبى الدولي  |                |        |
| الصين          | فوتشو       | مطار فوتشو تشانغله الدولي       |                |        |
| الصين          | قوييانغ     | مطار قوييانغ لونغدونغابو الدولي |                |        |
| الصين          | هانغتشو     | مطار هانغتشو شياوشان الدولي     |                |        |
| الصين          | حيفي        | مطار حيفي شينكياو الدولي        |                |        |
| الصين          | نانينغ      | مطار نانينغ الدولي              |                |        |
| الصين          | شانغهاي     | مطار شانغهاي هونغكياو الدولي    |                |        |
| الصين          | شانغهاي     | مطار شانغهاي بودنغ الدولي       |                |        |
| الصين          | تيانجين     | مطار تيانجين الدولي             |                |        |
| الصين          | ووهان       | مطار ووهان الدولي               |                |        |
| الصين          | ووشي        | مطار سنن شوفانغ الدولي          |                |        |
| الصين          | شيامن       | مطار شيامن قاوتشي الدولي        |                |        |
| الصين          | سوزهو       | مطار سوزهو جوانين               |                |        |
| الصين          | تشانغجياجيه | مطار خه هوا تشانغجياجيه         |                |        |
| اليابان        | أساهيكاوا   | مطار أساهيكاوا                  |                |        |
| اليابان        | هاكوداته    | مطار هاكوداته                   |                |        |
| اليابان        | ناها        | مطار ناها                       |                |        |
| اليابان        | أسواكا      | مطار كانساي الدولي              |                |        |
| اليابان        | سابورو      | مطار نيو شيتوس                  |                |        |
| اليابان        | سنداي       | مطار سنداي                      |                |        |
| اليابان        | طوكيو       | مطار ناريتا الدولي              |                |        |
| سنغافورة       | سنغافورة    | مطار شانغي سنغافورة             |                | [ 24 ] |
| كوريا الجنوبية | جيجو        | مطار جيجو الدولي                |                |        |
| تايوان         | هوالين      | مطار هوالين                     |                |        |
| تايوان         | كاوهسيونغ   | مطار كاوهسيونغ الدولي           | محور خطوط جوية |        |
| تايوان         | كينمن       | مطار كينمن                      |                |        |
| تايوان         | ماغونغ      | مطار ماغونغ                     |                |        |
| تايوان         | تايتشونغ    | مطار تايتشونغ                   |                |        |
| تايوان         | تايبه       | مطار تايوان تاويوان الدولي      | محور خطوط جوية |        |
| تايوان         | تايبه       | مطار تايبيه سونغشان             | محور خطوط جوية |        |
| تايلاند        | تشيانغ مي   | مطار تشيانغ مي                  |                |        |
| تايلاند        | بانوك       | مطار سوفارنابومي الدولي         |                | [ 25 ] |

قبل حلها، كان من المقرر أن تفتح خطوط ترانس آسيا الخطوط الجوية إلى فوكوكا وبوسان في ديسمبر 2016.

### اتفاقيات الرمز المشترك
كان لدى ترانس آسيا اتفاقية الرمز المشترك مع الشركات التالية:
- خطوط شينزين الجوية
- خطوط سيتشوان الجوية
- خطوط زيامن الجوية

## الأسطول

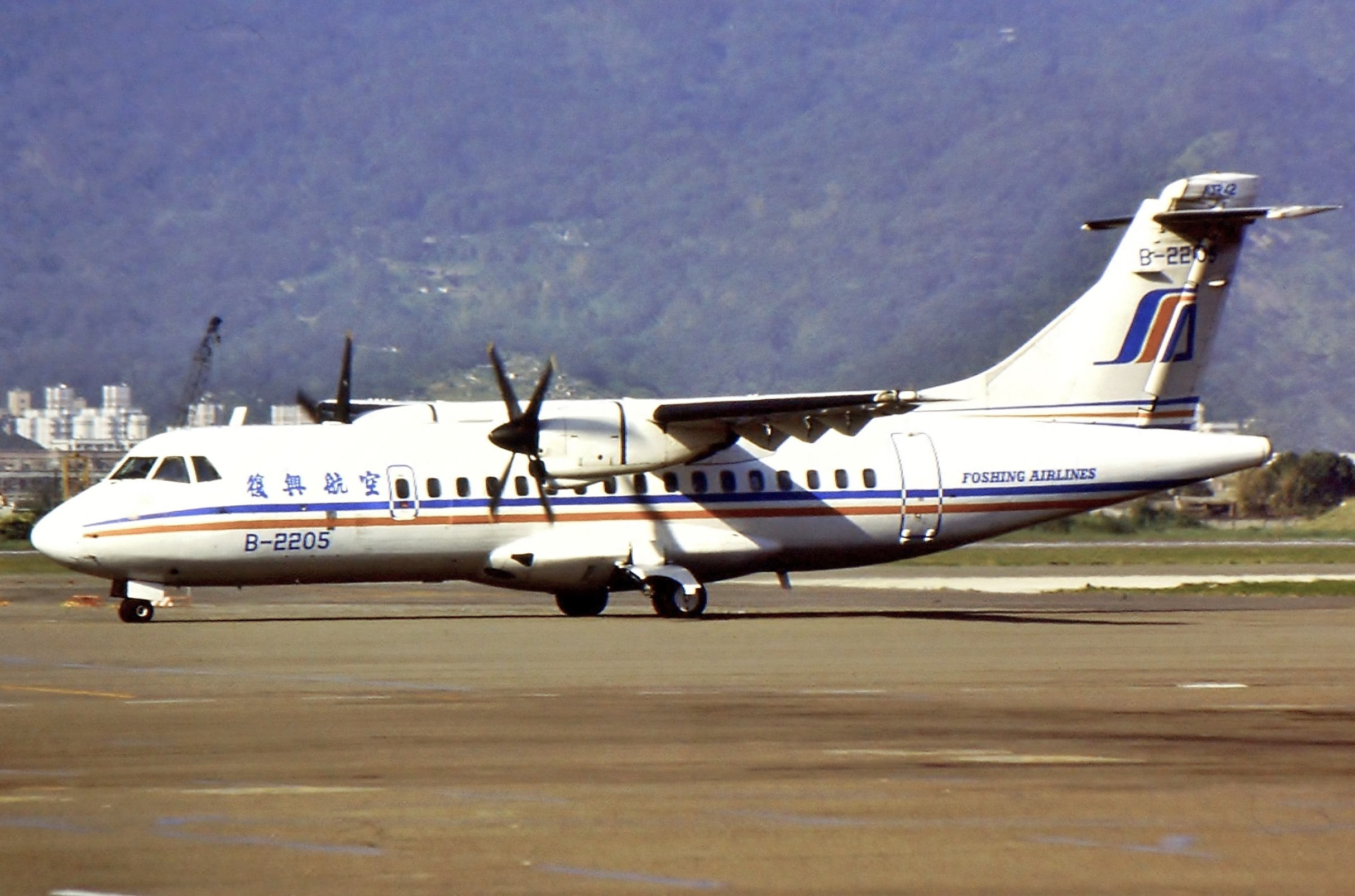
طائرة إيه تي آر 42 تابعة للشركة

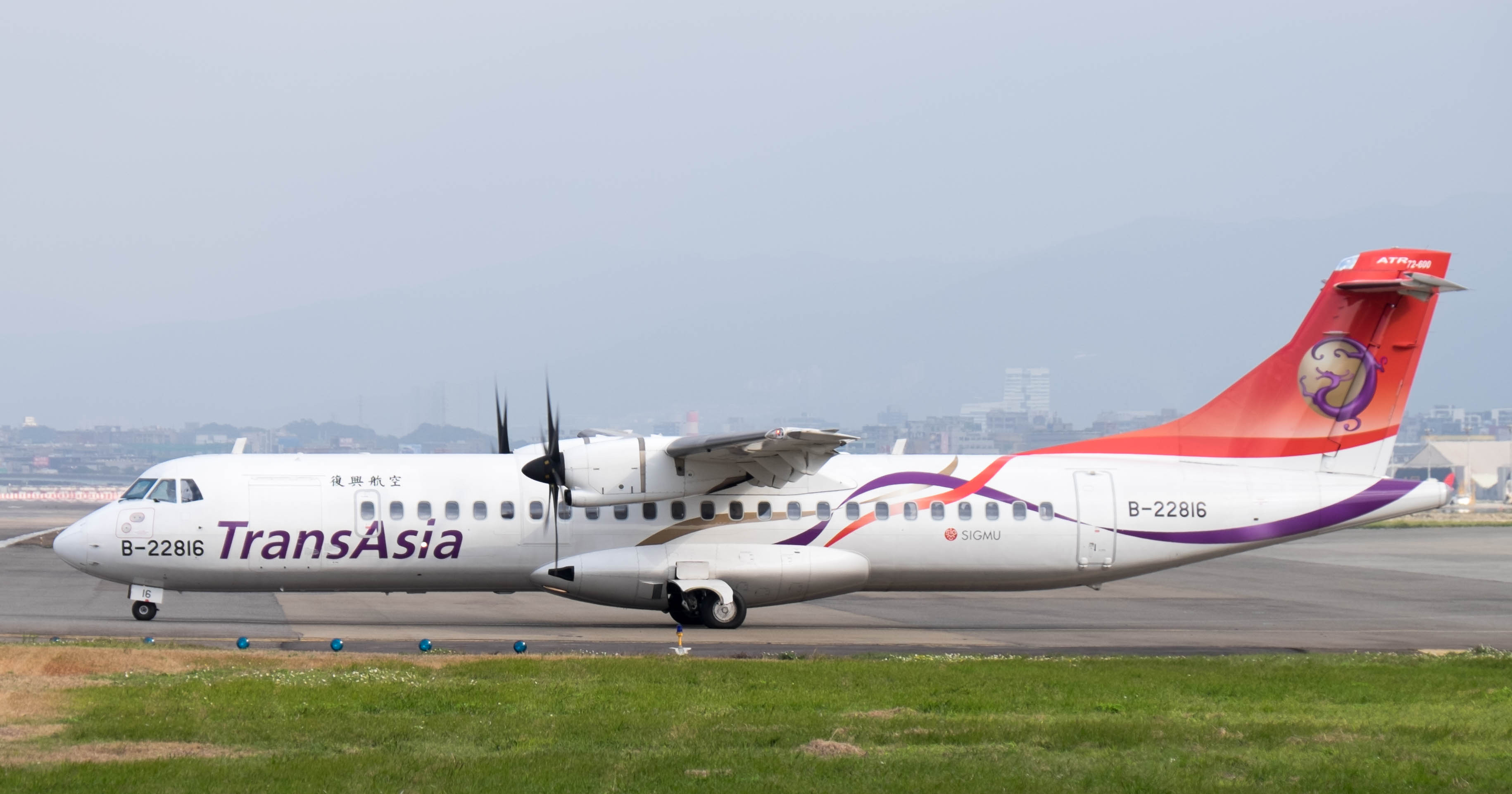
طائرة إيه تي آر 72 تابعة للشركة. تحطمت في حادثة خطوط ترانس آسيا الرحلة 235.

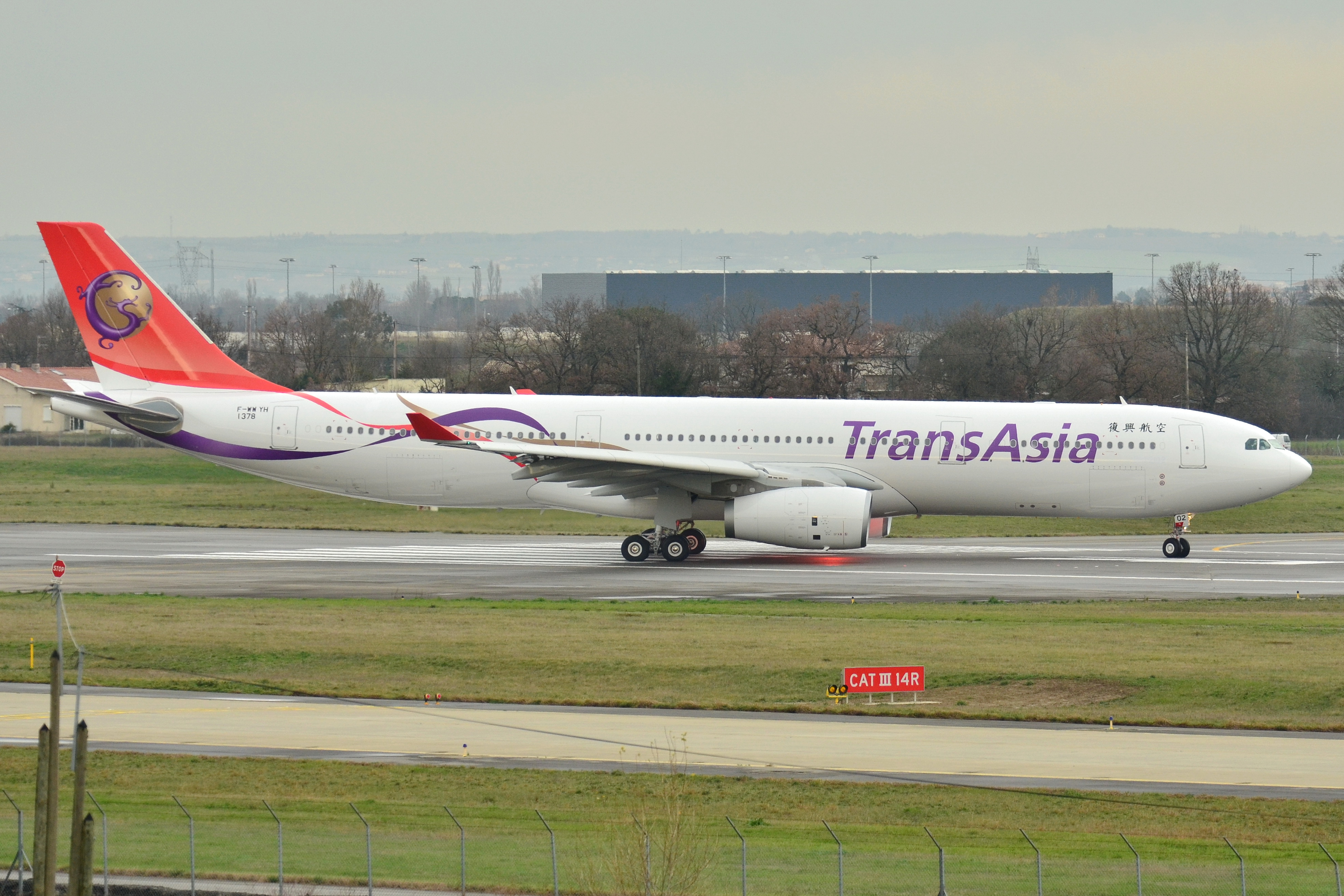
طائرة إيرباص إيه 330 تابعة للشركة

قبل إيقاف عملياتها، كان أسطول خطوط تران أسيا الجوية يتألف من الطائرات التالية:
| الطائرة      | في الخدمة | مطلوبة | الركاب       | الركاب   | الركاب  | ملاحظات |
| الطائرة      | في الخدمة | مطلوبة | رجال الأعمال | السياحية | المجموع | ملاحظات |
| ------------ | --------- | ------ | ------------ | -------- | ------- | ------- |
| إيه تي آر 72 | 7         | 0      | —            | 72       | 72      |         |
| المجموع      |           |        |              |          |         |         |

تاريخيًا قامت شركة ترانس آسيا بتشغيل الطائرات التالية:
- إيرباص إيه 320
- إيرباص إيه 321
- إيرباص إيه 330 (مؤجر من أفيانكا)
- إيه تي آر 42

## وصلات خارجية
- موقع خطوط ترانس آسيا
- خطوط ترانس آسيا (كوريا) نسخة محفوظة 22 مايو 2013 على موقع واي باك مشين.